# Gamescom
A Gamescom (estilizado como gamescom) é uma feira anual de Jogos eletrônicos que acontece em Koelnmesse, Colónia, na Alemanha. É organizado pela Bundesverband Interaktive Unterhaltungssoftware (Associação Federal de Software de Entretenimento Interativo). A Gamescom é usada por muitos produtores de jogos eletrônicos como veículo de apresentação de seus próximos títulos, como também novos hardwares.
A Gamescom é o maior evento do mundo de jogos eletrônicos tendo alcançado 275,000 visitantes, mais de 5,000 jornalistas e 557 exibidores de 40 países que presenciaram o evento no seu terceiro ano. É realizada numa área de 120,000m2.

## Gamescom 2012

### Exibições
| 1C Company - Nuclear Union (PC) - Royal Quest (PC) - King’s Bounty: Warriors of the North (PC) 2K Games - Borderlands 2 (360, PS3, PC) - XCOM: Enemy Unknown (360, PS3, PC) - Bioshock Infinite (360, PS3, PC) Activision Blizzard - Call of Duty: Black Ops II (360, PS3, PC) - Transformers: Fall of Cybertron (360, PS3, PC) - 007 Legends (360, PS3) - Deadpool (360, PS3) - StarCraft II: Heart of the Swarm (PC) - World of Warcraft: Mists of Pandaria (PC) Bethesda Softworks - Dishonored (360, PS3, PC) - Doom 3: BFG Edition (360, PS3, PC) Bohemia Interactive - ARMA 3 (PC) - Carrier Command: Gaea Mission (360, PC) Capcom - Remember Me (360, PS3, PC) - Resident Evil 6 (360, PS3, PC) - DmC: Devil May Cry (360, PS3, PC) - Lost Planet 3 (360, PS3, PC) - Street Fighter X Tekken (Vita) Codemasters - F1 2012 (360, PS3, PC) Electronic Arts - Crysis 3 (360, PS3, PC) - Army of Two: The Devil's Cartel (360, PS3) - SimCity (PC) - FIFA 13 (360, PS3, PC, Wii U, 3DS) - Medal of Honor: Warfighter (360, PS3, PC, Wii U) - Need for Speed: Most Wanted (360, PS3, PC, Wii U) - Dead Space 3 (360, PS3, PC) - Command & Conquer (PC) Konami - Metal Gear Rising: Revengeance (360, PS3) |

## Ligações Externas
- Página oficial (em inglês) (em alemão)